# Třída Rajah Sulayman
Třída Rajah Sulayman je perspektivní třída oceánských hlídkových lodí filipínského námořnictva. Celkem bylo objednáno šest jednotek této třídy. Dodány mají být do roku 2028.

## Stavba
Kontrakt na stavbu šesti oceánských hlídkových lodí, v hodnotě 573 milionů dolarů, byl podepsán v Manile dne 27. června 2022. Stavba probíhá v loděnici HD Hyundai Heavy Industries (HD HHI) v Ulsanu. HD HHI předtím Filipínám dodala i fregaty třídy José Rizal a Miguel Malvar. Prototypová jednotka Rajah Sulayman byla na vodu spuštěna 11. června 2025.
Jednotky třídy Rajah Sulayman:
| Jméno                       | Založení kýlu | Spuštěna        | Vstup do služby | Status    |
| --------------------------- | ------------- | --------------- | --------------- | --------- |
| BRP Rajah Sulayman (PS-20)  | 5. února 2025 | 11. června 2025 |                 | ve stavbě |
| BRP Rajah Lakandula (PS-21) |               |                 |                 | objednána |
| BRP Rajah Humabon (PS-22)   |               |                 |                 | objednána |
| BRP Sultan Kudarat (PS-23)  |               |                 |                 | objednána |
| BRP Datu Marikudo (PS-24)   |               |                 |                 | objednána |
| BRP Datu Sikatuna (PS-25)   |               |                 |                 | objednána |

## Konstrukce
Výzbroj tvoří 76mm kanón OTO Melara Super Rapid na přídi a dva 30mm kanóny Mk44 Bushmaster II ve dálkově ovládaných zbraňových stanicích Aselsan SMASH. Na zádi je přistávací plocha a hangár pro vrtulník a drony. Pohonný systém je koncepce CODAD. Tvoří jej dva diesely STX-MTU pohánějící dva lodní šrouby. Nejvyšší rychlost dosahuje 22 uzlů a cestovní 15 uzlů. Dosah je 5500 námořních mil při cestovní rychlosti. Vytrvalost je 30 dnů.